# .dj
.dj ist die länderspezifische Top-Level-Domain (ccTLD) von Dschibuti. Sie existiert seit dem 22. Mai 1996 und wird von der Djibouti Telecom mit Hauptsitz in Dschibuti verwaltet.

## Eigenschaften
Domains werden nur auf zweiter Ebene angemeldet (Second-Level-Domains). Es existieren keine besonderen Einschränkungen, sodass jede natürliche oder juristische Person ein .dj-Adresse anmelden darf. Ein Wohnsitz oder eine Niederlassung im Land ist nicht notwendig. Verboten sind lediglich Adressen, die gegen die allgemeinen Moralvorstellungen des Landes verstoßen – beispielsweise aus der Pornografie. Insgesamt darf eine .dj-Domain zwischen drei und 63 Zeichen lang sein und nur alphanumerische Zeichen beinhalten.

## Bedeutung
Ungeachtet der freien Verfügbarkeit ist .dj vergleichsweise unbedeutend, beim Handel auf Plattformen wie Sedo spielt es nahezu keine Rolle. Die teuersten jemals verkauften .dj-Domains waren poker.dj und travel.dj.